# Террор зайгонов
Террор зайгонов (англ. Terror of the Zygons) — первая серия тринадцатого сезона британского научно-фантастического телесериала «Доктор Кто», состоящая из четырёх эпизодов, которые были показаны в период с 30 августа по 20 сентября 1975 года.

## Сюжет
В Северном море неведомая сила сносит нефтяные вышки компании «Хибериан Ойл», и вскоре Доктор, Сара и Гарри прибывают в деревню в Шотландии, где Бригадир и ЮНИТ расследуют это происшествие. В гостинице Сара беседует с лендлордом Ангусом и замечает у него на стене голову оленя, подарок герцога Форгилла. Из моря выбирается Манро, ещё один выживший на вышке, которого замечает Гарри, но прежде, чем нефтяник рассказывает ему о том, что случилось с вышкой, его убивает Кэйбер, слуга Форгилла, после чего вторым выстрелом ранит Гарри. Доктор и Сара посещают его в больнице «Хибериан Ойл», где тот находится под наблюдением сестры Ламонт. Сара остаётся с Гарри, а Доктор в лаборатории догадывается, что следы на бетонных обломках вышки - следы зубов. Тем временем Гарри просыпается, и Сара пытается позвонить Доктору, но её ловит зайгон.
Доктор, услышав крики Сары, бежит в больницу и находит её в барокамере, которую зайгон тут же запирает и включает откачку воздуха. Их выпускает сержант Бентон. Тем временем по всей деревне пускают усыпляющий газ.
На корабле зайгонов, находящемся под водой, от их начальника Бротона Гарри узнаёт, что они приземлились на Земле много лет назад, а их планета была уничтожена, и теперь они собираются захватить землю с помощью скарацена, морского животного превращённого в киборга. Они также могут менять форму, используя "модели тел" захваченных пленников, Форгилла, Кэйбера и Ламонт для превращения в их копии. Тем временем Доктор догадывается, что газ использовался для маскировки чего-то проходящего через деревню, а найденное на месте крушения сигнальное устройство служит для призыва монстра.
Доктор и Бригадир отправляются на болота, а в гостиницу тем временем проходит зайгон в личине Гарри и забирает сигнальное устройство, но Сара из-за его странного поведения следит за ним, и тот её атакует, но погибает, и Сара возвращает устройство в гостиницу. Бротон посылает монстра атаковать деревню, и Доктор решает увести монстра от деревни, унеся сигнальное устройство подальше. С помощью Гарри Доктор избегает гибели и отслеживает сигнал до озера Лох Несс. Они посещают герцога Форгилла, но тот не верит словам Доктора про вмешательство инопланетян.
Ангуса, нашедшего камеру в голове оленя, убивает зайгон, за которым тут же начинается погоня. Но тот обманывает ЮНИТ, превратившись в Ламонт, и скрывается. Тем временем Сара остаётся в замке одна, случайно находит проход на корабль зайгонов и освобождает Гарри. Доктор также решает обследовать туннель, но зайгоны берут его в заложники и запечатывают вход. Бригадир приказывает бомбить озеро, но корабль зайгонов все равно взлетает.
ЮНИТ начинает преследование корабля, а Сара тем временем узнаёт, что Форгилл - президент Энергетической Комиссии Шотландии. Она с Гарри и ЮНИТ возвращается в Лондон, где в одном из карьеров приземляется корабль. Бротон в личине Форгилла говорит Доктору, что через несколько столетий прибудет корабль с беженцами, а за это время Землю переделают под их удобства. Он покидает корабль, и вскоре Доктор освобождает пленников и сбегает, активировав самоуничтожение корабля.
Тем временем "Форгилл" свободно проходит в Стэнбридж-Хаус, где проходит международная энергетическая конференция. Он направляется в подвал, где погибает от выстрела Бригадира. Доктор кидает сигнальное устройство скарацену в пасть, и тот направляется обратно в Лох-Несс.
Вернувшись в Шотландию, Доктор предлагает всем поездку на ТАРДИС до Лондона. Бригадир и Гарри отказываются, а Сара соглашается, но только на прямую поездку в Лондон. Доктор даёт обещание, и они отбывают.

## Производство
Нуждаясь в новых сценаристах, в сериал "Доктор Кто" был приглашён сценарист Роберт Бэнкс Стюарт. Он написал первую серию тринадцатого сезона, состоящую из шести эпизодов и названную "Тайна озера Лох-Несс". Основное действие было изначально сосредоточено на расе зайгонов. Но впоследствии сюжет и названия изменялись, и это было то "Лох-Несс", то "Тайна Лох-Несского озера", то "Зайгоны", и, наконец, оригинальное название - "Террор зайгонов".

## Трансляции и отзывы
| Эпизод            | Дата показа      | Продолжительность | Телезрители (в миллионах) |
| ----------------- | ---------------- | ----------------- | ------------------------- |
| «Часть 1»         | 30 августа 1975  | 21:41             | 8,4                       |
| «Часть 2»         | 6 сентября 1975  | 25:08             | 6,1                       |
| «Часть 3»         | 13 сентября 1975 | 24:09             | 8,2                       |
| «Часть 4»         | 20 сентября 1975 | 25:22             | 7,2                       |
| [ 1 ] [ 2 ] [ 3 ] |                  |                   |                           |